# Райхенбах (Верхний Пфальц)
Райхенбах (нем. Reichenbach) — община в Германии, в земле Бавария.
Подчиняется административному округу Верхний Пфальц. Входит в состав района Кам. Подчиняется управлению Вальдербах. Население составляет 1242 человека (на 31 декабря 2010 года). Занимает площадь 9,71 км². Региональный шифр — 09 3 72 149.
Община подразделяется на 7 сельских округов.

## Население

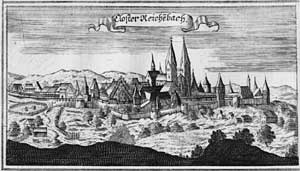
Монастырь Райхенбах-ам-Реген

По оценке на 31 декабря 2015 года население общины Райхенбах составляет 1301 чел. 

| Дата      | 1840 | 1871 | 1900 | 1925 | 1939 | 1950 | 1961 | 1970 | 1987 | 2011 |
| --------- | ---- | ---- | ---- | ---- | ---- | ---- | ---- | ---- | ---- | ---- |
| Население | 557  | 677  | 727  | 885  | 1074 | 1109 | 1088 | 1011 | 1052 | 1196 |

| Год       | 1960 | 1970 | 1980 | 1990 | 2000 | 2009 | 2010 | 2011 | 2012 | 2013 | 2014 | 2015 |
| --------- | ---- | ---- | ---- | ---- | ---- | ---- | ---- | ---- | ---- | ---- | ---- | ---- |
| Население | 1131 | 1011 | 1104 | 1119 | 1152 | 1233 | 1242 | 1199 | 1222 | 1245 | 1299 | 1301 |